# 자칼의 날 (영화)
《자칼의 날》(The Day Of The Jackal)은 프랑스에서 제작된 프레드 지너먼 감독의 1973년 스릴러 영화이다. 에드워드 폭스 등이 주연으로 출연하였고 존 울프 등이 제작에 참여하였다.
언론인 프레더릭 포사이스의 동명 소설을 각색한 서스펜스 스릴러이다. 실제 인물 샤를 드골 대통령을 드라마의 중심에 두고 그 암살을 꾀하는 일당과 이를 저지하려는 경찰의 처절한 싸움이 펼쳐진다. 어디까지가 사실이며 허구인지를 알 수 없는 혼연일체를 이루는 박진감이 높이 평가된다.

## 줄거리
독립을 요구하는 알제리 민족운동에 굴복한 샤를 드골 프랑스 대통령을 국익(國益)을 위배한 배신자로 단정, OAS로 불리는 보수 과격파가 그를 암살하려는 음모를 꾸미는 데에서부터 이야기는 시작된다. 그들은 드골 암살을 여러 차례 꾀하였으나 모두 실패.
결국은 외국의 프로 살인자를 고용하기 위한 계획으로 이에 재콜이라는 사나이가 등장한다. 치밀한 두뇌에 용의주도한 계획, 빈틈없는 비밀주의로 자신을 무장한 재콜은 이탈리에서 모든 준비를 갖춘 뒤 신부로 위장, 파리로 잠입한다.
그러나 그의 뒤에는 이 음모를 어렴풋이나마 감지(感知)한 파리 경시청 루벨 경감의 날카로운 눈초리가 항시 따른다. 그는 전 유럽 각국에 정보를 의뢰하는 한편 OAS의 연락원 하나를 체포, 극심한 고문 끝에 드디어 재콜이라는 이름과 8월 초순에 재콜이 이탈리아에서 라이플을 입수, 프랑스에 잠입했음을 알아낸 것이다. 신분을 철저히 위장하기 위해 무용(無用)의 살인을 2건이나 했어야 하는 재콜의 주위에는 서서히 루벨 경감의 수색망이 좁혀지고 있다.
그러나 재콜의 계획 역시 빈틈이 없다. 드디어 8월 25일, 파리 독립기념일의 군중 앞에 드골은 나타나고, 삼엄한 경계망을 뚫고 지팡이를 짚은 의족(義足)의 늙은 상이군인이 어느 아파트 옥상으로 오른다. 그가 바로 암살자인 것이다. 지팡이로 가장했던 라이플의 방아쇠를 당긴다.
그러나 총탄은 마침 드골이 어느 시민에게 키스하기 위해 그 장신의 허리를 숙인 바로 그 위를 스친다. 당황한 재콜이 두번째의 총탄을 장진할 때 경비경찰의 총구가 그의 모습을 발견한다. 한순간의 일제 사격. 재콜은 죽고 루벨 경감의 오랜 추적도 여기서 끝난다. 군중의 환호성과 드골의 영광의 역사에 가려진 채.

## 출연

### 주연
- 에드워드 폭스

### 조연
- 미카엘 롱스달
- 테런스 알렉산더
- 미셸 오클레르
- 앨런 버델
- 토니 브리턴
- 데릭 재커비
- 데니스 캐리
- 시릴 큐색
- 모리스 데넘
- 델핀 세리그
- 자크 프랑수아
- 올가 조르주피코
- 장 마르탱
- 로널드 픽업
- 베르농 도브체프
- 에릭 포터
- 장 소렐
- 티머시 웨스트
- 필리프 레오타르
- 에드워드 하드윅
- 하워드 버넌

## 기타
- 공동제작: 데이비드 도이치
- 공동제작: 줄리엔 디로드
- 세트: 윌리 홀트
- 세트: 어니스트 아처